# Belvès-de-Castillon
Belvès-de-Castillon é uma comuna francesa na região administrativa da Nova Aquitânia, no departamento da Gironda. Estende-se por uma área de 6,63 km². Em 2010 a comuna tinha 340 habitantes (densidade: 51,3 hab./km²).